# Hydrovatus fernandoi
Hydrovatus fernandoi är en skalbaggsart som beskrevs av Olof Biström 1997. Hydrovatus fernandoi ingår i släktet Hydrovatus och familjen dykare. Inga underarter finns listade i Catalogue of Life.